# مارك سيفيرين
مارك سيفيرين هو رسام توضيحي بلجيكي، ولد في 5 يناير 1906 في إيكسل في بلجيكا، وتوفي في 10 سبتمبر 1987 في أوكَل في بلجيكا.